# جيف شيبارد
جيف شيبارد (بالإنجليزية: Jeff Sheppard)‏ مواليد 29 سبتمبر 1974 في ماريتا، هو لاعب كرة سلة أمريكي معتزل بدأ مسيرته الاحترافية في سنة 1998. وحمل الرقم 15. اعتزل اللعب في 2001.

## المسيرة الاحترافية
لعب مع أتلانتا هوكس في موسم 1998–1998، ثم لعب مع تريفيزو لكرة السلة في الدوري الإيطالي في موسم 1999–2000، ثم لعب مع روزيتو شاركز في موسم 2000–2001، ثم لعب مع فيرتوس روما في الدوري الإيطالي في سنة 2001.

## روابط خارجية
- جيف شيبارد على موقع إن بي أي (الإنجليزية)
- جيف شيبارد على موقع سبورتس رفرنس (الإنجليزية)
- جيف شيبارد على موقع كرة السلة الأوروبية.كوم (الإنجليزية)
- جيف شيبارد على موقع كلية كرة السلة في سبورتس رفرنس.كوم (الإنجليزية)
- جيف شيبارد على موقع ريلجم (الإنجليزية)
- جيف شيبارد على موقع بروبوليرز (الإنجليزية)
- جيف شيبارد على موقع سبورتس رفرنس (الإنجليزية)